# O Rei dos Ciganos
O Rei dos Ciganos é uma telenovela brasileira produzida e exibida pela TV Globo de 12 de setembro de 1966 a 20 de fevereiro de 1967, em 120 capítulos. Substituiu O Ébrio e foi substituída por A Sombra de Rebecca, sendo a 2ª "novela das oito" exibida pela emissora.
Escrita por Moysés Weltman e dirigida por Ziembinski, foi produzida em preto-e-branco. É um remake da novela Olhos Que Amei, que foi baseada na obra original da cubana Hilda Morales.

## Enredo
A trama retrata uma conturbada história de amor entre ciganos e nobres de Viena, na Áustria. O cigano Wladimir (Carlos Alberto) ama Wanda (Sônia Clara), moça pertencente à nobreza local, que está disposta a abdicar de uma vida luxuosa para se entregar às tradições ciganas e viver com Wladimir.
Em meio ao romance está o Conde Fernando Racozy (André Villon), vilão da história. Estúpido e arrogante, Fernando deseja se casar com Wanda e, para isso, usa de todas as armas para separá-la de Wladimir e conquistá-la definitivamente.

## Elenco
| Interprete            | Personagem            |
| --------------------- | --------------------- |
| Carlos Alberto        | Wladimir              |
| Sônia Clara           | Wanda                 |
| André Villon          | Conde Fernando Racozy |
| Jaime Barcellos       | Miguel                |
| Theresa Amayo         | Svetlana              |
| Rubens de Falco       | Claude Ludenwerg      |
| Rosita Thomaz Lopes   | Yara Racozy           |
| Ziembinski            | Steiner               |
| Glauce Rocha          | Gerdora               |
| José de Arimathéa     | Ivan                  |
| Renata Fronzi         | Tânia                 |
| Riva Blanche          | Baronesa Von Grauben  |
| Luiz Carlos de Moraes |                       |
| Celso Marques         | Pétia                 |
| Eduardo Maciel        |                       |

## Curiosidades e produção
- O Rei dos Ciganos foi a primeira telenovela produzida pela TV Globo Rio de Janeiro para o horário das 20h. O objetivo era conquistar os telespectadores do telejornal Repórter Esso, transmitido pela TV Tupi e líder de audiência naquele horário.[1][4]
- A telenovela O Ébrio, também exibida às 20h, foi uma produção da TV Globo São Paulo e não teve substituta em sequência. Sendo assim, O Rei dos Ciganos foi sucedida na sequência por outra: A Sombra de Rebecca.[3]
- Arlindo Rodrigues foi o responsável pelo figurino e caracterização das personagens da telenovela.[5]
- O Rei dos Ciganos foi uma adaptação da telenovela Olhos que Amei, apresentada pela TV Tupi em 1965. Moysés Weltman fez, então, algumas alterações no enredo, modificando nomes e personagens por imposição de Glória Magadan, supervisora da trama.[4]
- Os nomes dos três personagens principais – Wladimir, Wanda e Fernando – foram uma homenagem do autor, Moysés Weltman, a seus três filhos.[1]